# Emmotum amazonicum
Emmotum amazonicum är en tvåhjärtbladig växtart som beskrevs av Duno & Carnevali. Emmotum amazonicum ingår i släktet Emmotum och familjen Icacinaceae. Inga underarter finns listade i Catalogue of Life.